# Chaco (provins)

Chaco (Provincia del Chaco) är en provins som ligger i norra Argentina. Huvudstaden heter Resistencia.
Provinsen har en befolkning på 984 446 (2001) och har en yta på 99 633 km². Chaco gränsar till provinserna Salta, Formosa, Corrientes, Santa Fe och Formosa.
Nationalparken Chaco nationalpark ligger i provinsen.

## Administrativ indelning
Provinsen är indelad i tjugofem departement, departamentos och med respektive departementshuvudstad.
1. Almirante Brown (Pampa del Infierno)
2. Bermejo Department, Chaco (La Leonesa)
3. Chacabuco (Charata)
4. Comandante Fernández (Presidencia Roque Sáenz Peña)
5. Doce de Octubre (General Pinedo)
6. Dos de Abril (Hermoso Campo)
7. Fray Justo Santa María del Oro (Santa Sylvina)
8. General Belgrano (Corzuela)
9. General Donovan (Makallé)
10. General Güemes (Juan José Castelli)
11. Libertad (Puerto Tirol)
12. Libertador General San Martín (General José de San Martín)
13. Maipú (Tres Isletas)
14. Mayor Luis Jorge Fontana (Villa Ángela)
15. Nueve de Julio (Las Breñas)
16. O'Higgins (San Bernardo)
17. Presidencia de la Plaza (Presidencia de la Plaza)
18. Primero de Mayo (Margarita Belén)
19. Quitilipi (Quitilipi)
20. San Fernando (Resistencia)
21. San Lorenzo (Villa Berthet)
22. Sargento Cabral (Colonia Elisa)
23. Tapenagá (Charadai)
24. Veinticinco de Mayo (Machagai)